# Balahovîci, Volodîmîreț
Balahovîci (în ucraineană Балаховичі) este localitatea de reședință a comunei Balahovîci din raionul Volodîmîreț, regiunea Rivne, Ucraina.

## Demografie
Componența lingvistică a localității Balahovîci
     Ucraineană (99,2%)
     Alte limbi (0,8%)
Conform recensământului din 2001, majoritatea populației localității Balahovîci era vorbitoare de ucraineană (99,2%), existând în minoritate și vorbitori de alte limbi.